# Vinice (Jizerská tabule)
Vinice (240 m n. m.) je vrch v okrese Mladá Boleslav Středočeského kraje, ležící asi 1 km severozápadně od Jizbické Zavadilky, na katastrálním území obce Všejany.

## Geomorfologické zařazení
Vrch náleží do celku Jizerská tabule, podcelku Dolnojizerská tabule a okrsku Jabkenická plošina.

## Přístup
Automobilem lze přijet do Zavadilky a na vrch dojít pěšky po lesních cestách.